# 卡惠拉 (加利福尼亞州)
卡惠拉（英語：Cahuilla）是位於美國加利福尼亞州河濱縣的一個非建制地區。該地的面積和人口皆未知。

## 地理
卡惠拉的座標為33°32′27″N 116°44′38″W / 33.54083°N 116.74389°W，而該地的平均海拔高度為1110米（即3642英尺）。